# Ширшинский
Ширшинский — посёлок в Приморском районе Архангельской области. Является крупнейшим населённым пунктом Лисестровского сельского поселения (муниципальное образование «Лисестровское») и единственным — со статусом посёлка.

## Географическое положение
Посёлок примыкает к западной границе городского округа «Город Новодвинск». На запад из населённого пункта выходит Лахтинское шоссе, идущее до станции Исакогорка и федеральной автомобильной дороги М8 «Холмогоры». К северу от посёлка протекает река Лесная, приток реки Ширша.

## Население
Численность населения посёлка, по данным Всероссийской переписи населения 2010 года, составляла 1061 человек.
| Население                            | на 1 января 2010 года |
| ------------------------------------ | --------------------- |
| В возрасте до 16 лет                 | 153                   |
| Трудовые ресурсы (из них работающих) | 430 (430)             |
| Пенсионеры                           | 594                   |
| Всего                                | 1177                  |
| Прибыло / выбыло (за год)            | 56 / 32               |
| Родилось / умерло (за год)           | 13 / 10               |

## Инфраструктура
Жилищный фонд посёлка составляет 13,8 тыс. м². Предприятия, расположенные на территории деревни (со среднесписочной численностью работников) на 1 января 2010 года:
- ГУ «Ширшинский психоневрологический интернат» (100)[3];
- ООО «Ваден» (5);
- ООО «Версия» (3);
- ООО СХП «Ширшинское» (1).